# Anthony Boucher
William Anthony Parker Alb (n. 21 august 1911, Oakland, California, SUA – d. 29 aprilie 1968, Oakland, California, SUA), mai cunoscut sub pseudonimul său Anthony Boucher, a fost un autor american, critic și editor literar, care a scris mai multe romane clasice de mister, povestiri, science fiction și piese de teatru radiofonic. Între 1942 și 1947 a fost critic de ficțiune de mister cel mai mult pentru San Francisco Chronicle. Pe lângă „Anthony Boucher”, White a folosit și pseudonimul „H. H. Holmes”, care era pseudonimul unui criminal american în serie de la sfârșitul secolului al XIX-lea; de asemenea, Boucher a scris versuri și le-a semnat „Herman W. Mudgett” (o altă poreclă a criminalului). 
Într-un sondaj din 1981 în rândul a 17 scriitori și critici de ficțiune cu detectivi, romanul său Nine Times Nine  a fost votat drept al nouălea cel mai bun din toate timpurile roman de mister cu tema camerei încuiate.

## Biografie
S-a născut în Oakland, California, a studiat la University of Southern California.
Boucher (cum era cel mai cunoscut) a scris ficțiune de mister, science fiction și horror. De asemenea, a fost redactor, inclusiv al unor antologii science fiction  și a scris recenzii despre opere de ficțiune de mister timp de mai mulți ani pentru The New York Times. A fost unul dintre primii traducători în limba engleză ai lui Jorge Luis Borges, traducând „Grădina potecilor ce se bifurcă” pentru revista Ellery Queen’s Mystery. El a ajutat la fondarea Mystery Writers of America (MWA) în 1946 și, în același an, a fost unul dintre primii câștigători ai premiului Edgar oferit de MWA pentru recenziile sale de ficțiune de mister din San Francisco Chronicle. A fost redactor fondator (cu J. Francis McComas) al The Magazine of Fantasy & Science Fiction din 1949 până în 1958 și a încercat să facă din calitatea literară un aspect important al science fiction-ului. A primit premiul Hugo pentru cea mai bună revistă profesională în 1957 și 1958. De asemenea, Boucher a editat seria de antologii Best from Fantasy and Science Fiction, din 1952 până în 1959.
Printre scrierile critice ale lui Boucher se numără și rezumate anuale ale stării ficțiunii speculative pentru seria The Year’s Best SF  a lui Judith Merril; ca redactor, a publicat volumele anuale The Best Detective Stories of the Year ale lui  E. P. Dutton, publicate în 1963–1968, fiind succedat de Brett Halliday și urmat, după moartea sa, de Allen J. Hubin în această sarcină. 
Prima povestire a lui Boucher a fost tipărită când avea cincisprezece ani în numărul din ianuarie 1927 al revistei Weird Tales. Intitulată "Ye Goode Olde Ghoste Storie", a fost singura poveste care a apărut sub numele său real, William A. P. White. Boucher a continuat să scrie povestiri pentru multe reviste pulp de ficțiune din America, printre care Adventure, Astounding, Black Mask, Ed McBain's Mystery Book, Ellery Queen's Mystery Magazine, Galaxy Science Fiction, The Detective Master, Unknown Worlds și Weird Tales.
Povestea sa „Căutarea Sfântului Aquin (The Quest for Saint Aquin)” s-a numărat printre povestirile științifico-fantastice selectate în 1970 de către Science Fiction Writers of America ca fiind una dintre cele mai bune povestiri științifico-fantastice din toate timpurile. Ca atare, a fost publicată în The Science Fiction Hall of Fame, Volume One, 1929–1964. 
Boucher a fost prietenul și mentorul scriitorului science-fiction Philip K. Dick și al altora. Romanul său, Rocket to the Morgue, din 1942, pe lângă faptul că este un mister clasic al camerei încuiate, este de asemenea un roman à clef  despre cultura science fiction din sudul Californiei, prezentând pe scurt personalități ca Robert A. Heinlein, L. Ron Hubbard sau Jack Parsons. 
Boucher a murit de cancer pulmonar la 29 aprilie 1968, la Spitalul Fundației Kaiser din Oakland. 
Bouchercon, „Convenția Mondială Memorială a Misterului Anthony Boucher”, a fost numită în onoarea sa.  

## Lucrări selectate

### Povestiri
- "The Compleat Werewolf" (1942)
- "The Quest for Saint Aquin" (1951)

### Romane de mister
- The Case of the Seven of Calvary (1937)
- The Case of the Crumpled Knave (1939)
- The Case of the Baker Street Irregulars (1940)
- Nine Times Nine (ca H. H. Holmes) (1940)
- The Case of the Solid Key (1941)
- Rocket to the Morgue (ca H. H. Holmes) (1942)
- The Case of the Seven Sneezes (1942)

### Colecții de ficțiune scurtă și scenarii de piese de radio
- Far and Away: Eleven Fantasy and SF Stories (1955)
- The Compleat Werewolf and Other Stories of Fantasy and SF (1969)
- Exeunt Murderers: The Best Mystery Stories of Anthony Boucher, editor Francis M. Nevins, Jr. și Martin H. Greenberg (1983)
- The Compleat Boucher: The Complete Short Science Fiction and Fantasy of Anthony Boucher, editor James A. Mann (1999)
- The Casebook of Gregory Hood: Radio Plays by Anthony Boucher and Denis Green, editor  Joe R. Christopher (Crippen &amp; Landru, 2009)

### Colecții de recenzii
- The Anthony Boucher Chronicles: Reviews and Commentary 1942-1947: Volume I: As Crime Goes By -- Cronicile lui Anthony Boucher: Recenzii și comentarii 1942-1947: Volumul I: As Crime Goes By, editat de Francis M. Nevins (2001) (recenzii din San Francisco Chronicle)
- The Anthony Boucher Chronicles: Reviews and Commentary 1942-1947: Volume II: The Week in Murder -- Cronicile lui Anthony Boucher: Recenzii și comentarii 1942-1947: Volumul II: The Week in Murder, editat de Francis M. Nevins (2001)
- The Anthony Boucher Chronicles: Reviews and Commentary 1942-1947: Volume III: A Bookman's Buffet -- Cronicile lui Anthony Boucher: Recenzii și comentarii 1942-1947: Volumul III: A Bookman's Buffet, editat de Francis M. Nevins (2001)

[Aceste trei volume au fost publicate ulterior într-un singur volum. ] 
- Multiplying Villainies: Selected Mystery Criticism 1942-1968 -- Înmulțirea răufăcătorilor: critica de mister selectată 1942-1968, editată de Francis M. Nevins și Robert Briney (1983) (recenzii din New York Times)

### Altele
- The Lost Adventures of Sherlock Holmes: based on the original radio plays by Dennis Green and Anthony Boucher -- Aventurile pierdute ale lui Sherlock Holmes: bazate pe piesele de radio originale de Dennis Green și Anthony Boucher, Scris de Ken Greenwald (1989)
- The Forgotten Adventures of Sherlock Holmes: Based on the Original Radio Plays by Anthony Boucher and Denis Green -- Aventurile uitate ale lui Sherlock Holmes: Bazat pe piesele originale de radio de Anthony Boucher și Denis Green, de H. Paul Jeffers (2005)